# Пробуждение (фильм, 2008)
«Пробуждение» (дат. En forelskelse) — датский короткометражный фильм 2008 года, история любви молодого парня и взрослого мужчины.

## Сюжет
У шестнадцатилетнего парня по имени Карстен есть подруга Мелиса. Но он к ней равнодушен. Карстен заглядывается на её отца и делает всё возможное, чтобы оказаться со взрослым мужчиной наедине. Повод для этого может быть любой, например охота. Отец Мелисы также питает определённые чувства к парню, но напуган смутной перспективой сомнительных отношений. Карстен в отчаянии — он влюблён, но его любовь более чем странная. Мелиса в бешенстве. Её отец в замешательстве.

## В ролях
| Актёр           | Роль    |
| --------------- | ------- |
| Аллан Хайд      | Карстен |
| Джули Грундтвиг | Мелиса  |
| Ларс Бригманн   | Стиг    |
| Эллен Хиллингсё | Бриджит |